# Biserica „Sfântul Arhanghel Mihail” din Onișcani
Biserica „Sf. Arhanghel Mihail” este o biserică amplasată în Onișcani, raionul Călărași, Republica Moldova. Este un monument arhitectural de importanță națională inclus în Registrul monumentelor Republicii Moldova ocrotite de stat cu nr. 194 (raionul Călărași). Datează din 1911.